# لانچیا ۰۳۷
لانچیا ۰۳۷ خودرویی ایتالیایی و خودروهای موتور وسط عقب-محور عقب بوده که در سالهای ۱۹۸۲ و ۱۹۸۳ تولید می‌شده است. خودرویی با پیشرانه ۴ سیلندر خطی با حجم ۲۰۰۰ سی سی مجهز به سوپرشارژر، که برای حضور در رقابت‌های سری B رالی جهانی ساخته شده بود.
این خودرو موفق شد در ۱۹۸۳ قهرمانی رالی را برای لانچیا به ارمغان آورد. ۰۳۷ آخرین خودروی محور عقب متحرکی بود که توانست پیروز رقابت‌های رالی جهانی گردد.
طبق قوانین FIA لانچیا تعداد ۲۰۰ دستگاه از این خودرو را به عنوان نسخه خیابانی تولید نمود و به فروش رساند.
مدل خیابانی می‌توانست در کمتر از ۷ ثانیه به سرعت ۱۰۰ کیلومتر در ساعت دست یابد و تا ۲۲۰ کیلومتر در ساعت سرعت بگیرد.

## نگارخانه

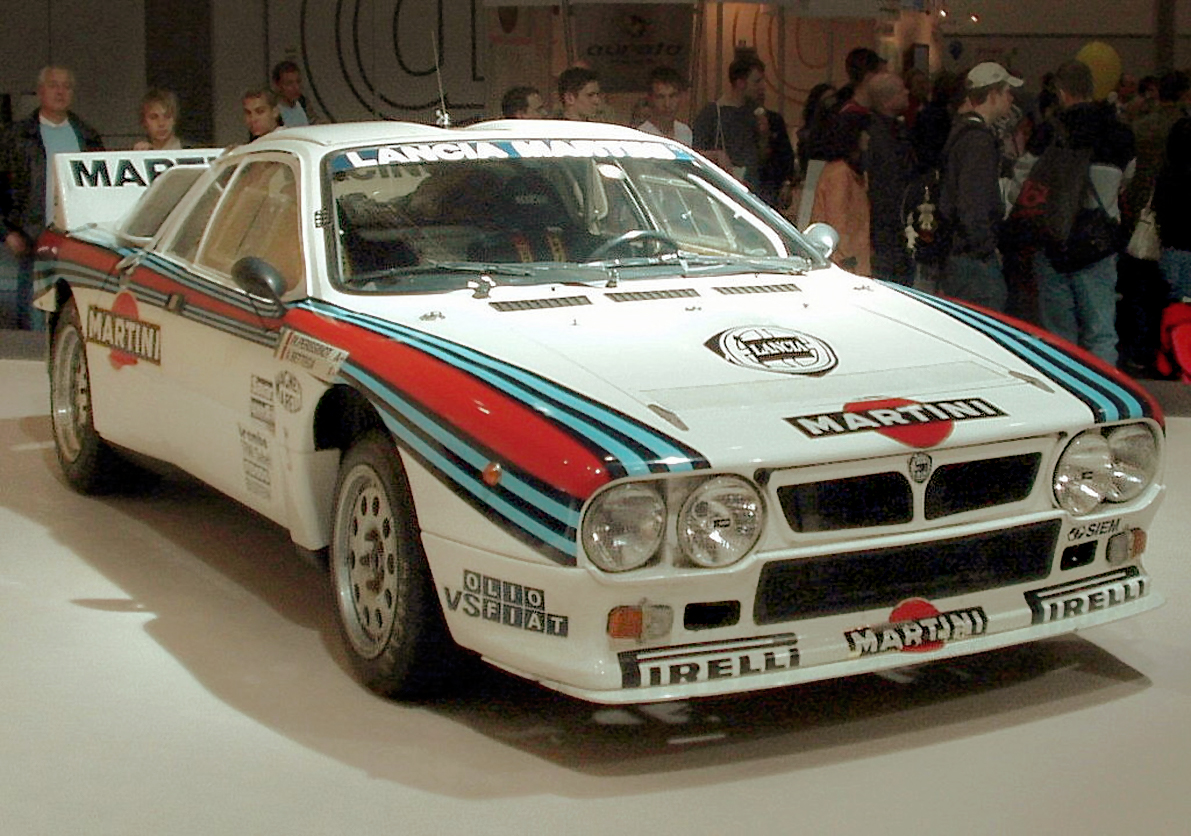
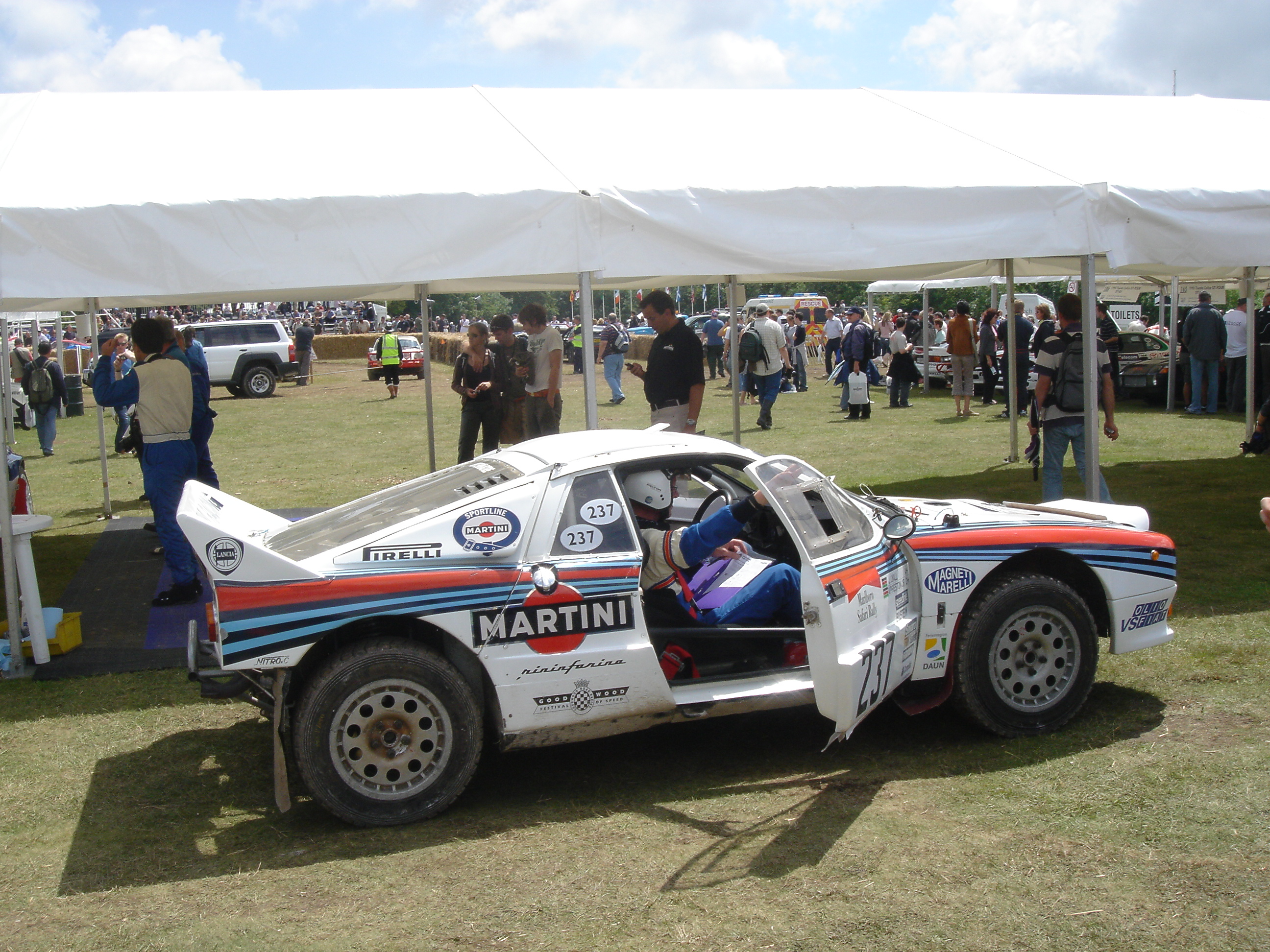
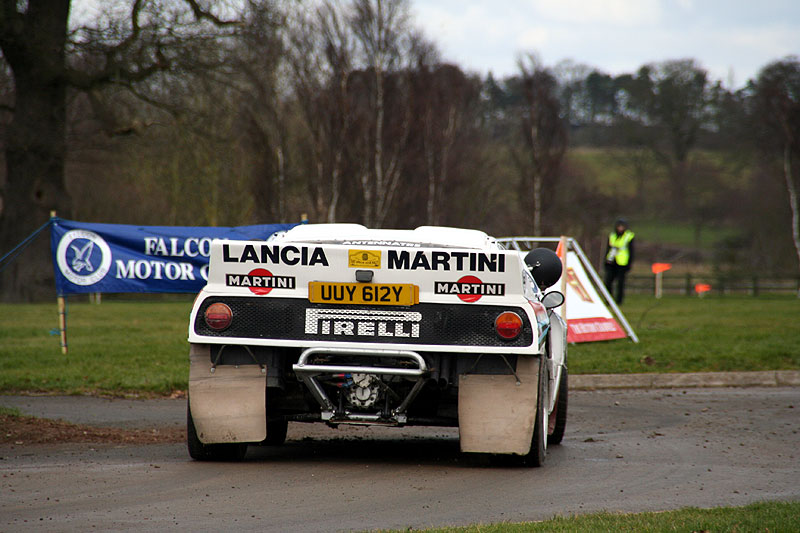
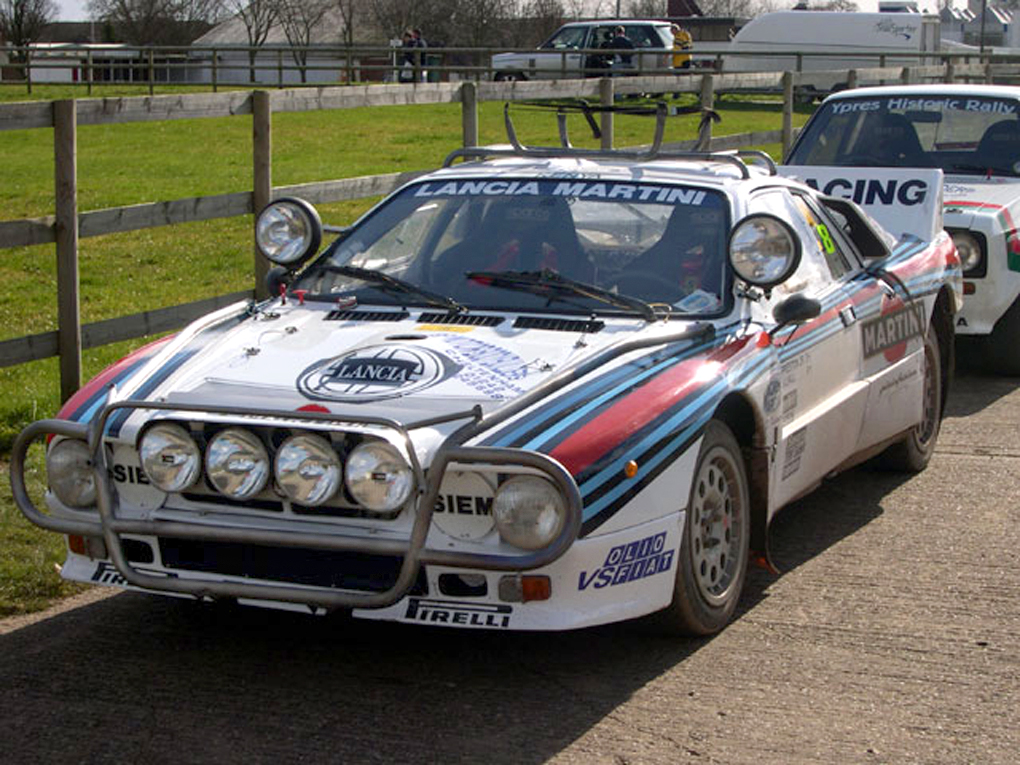
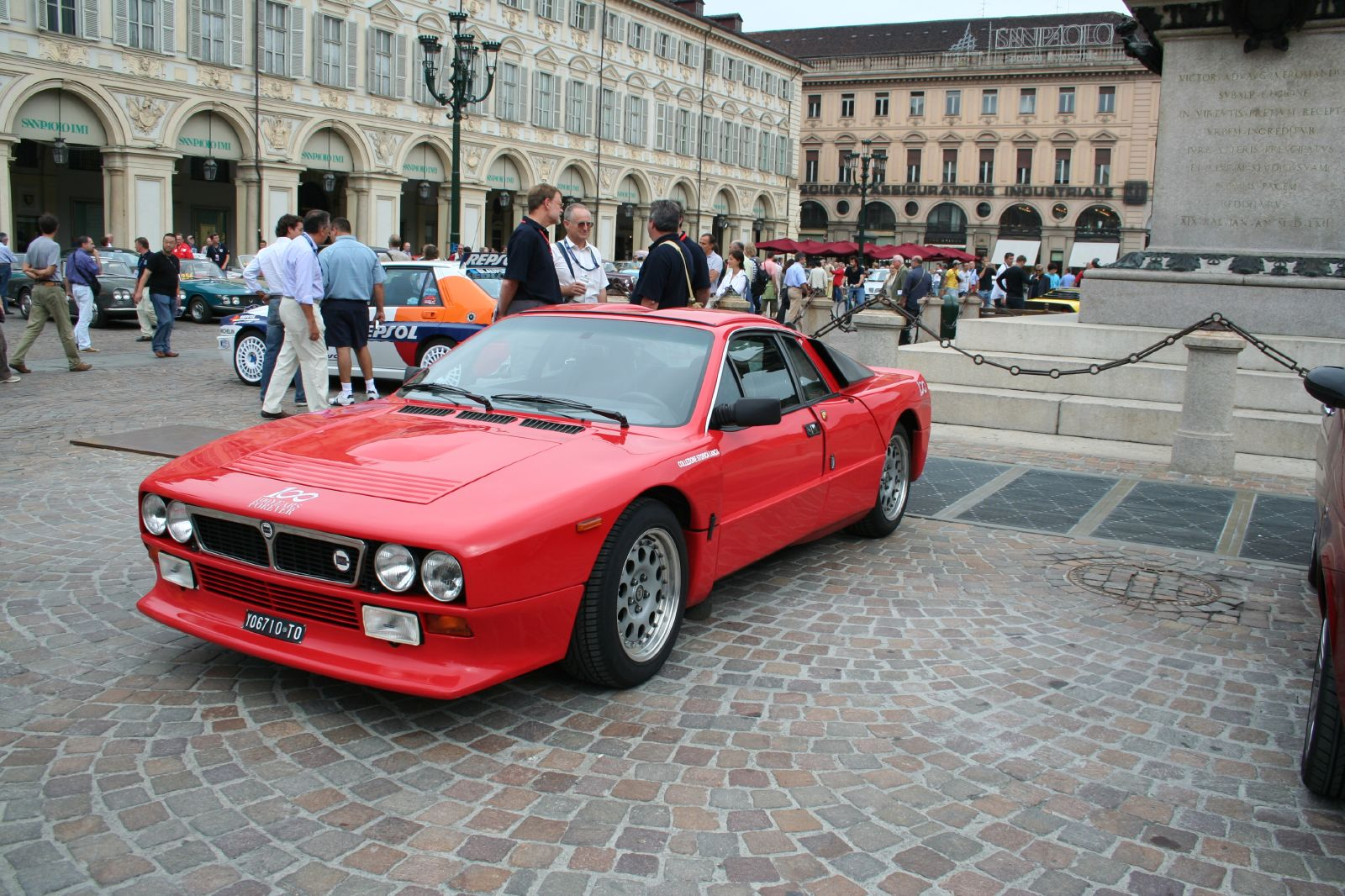
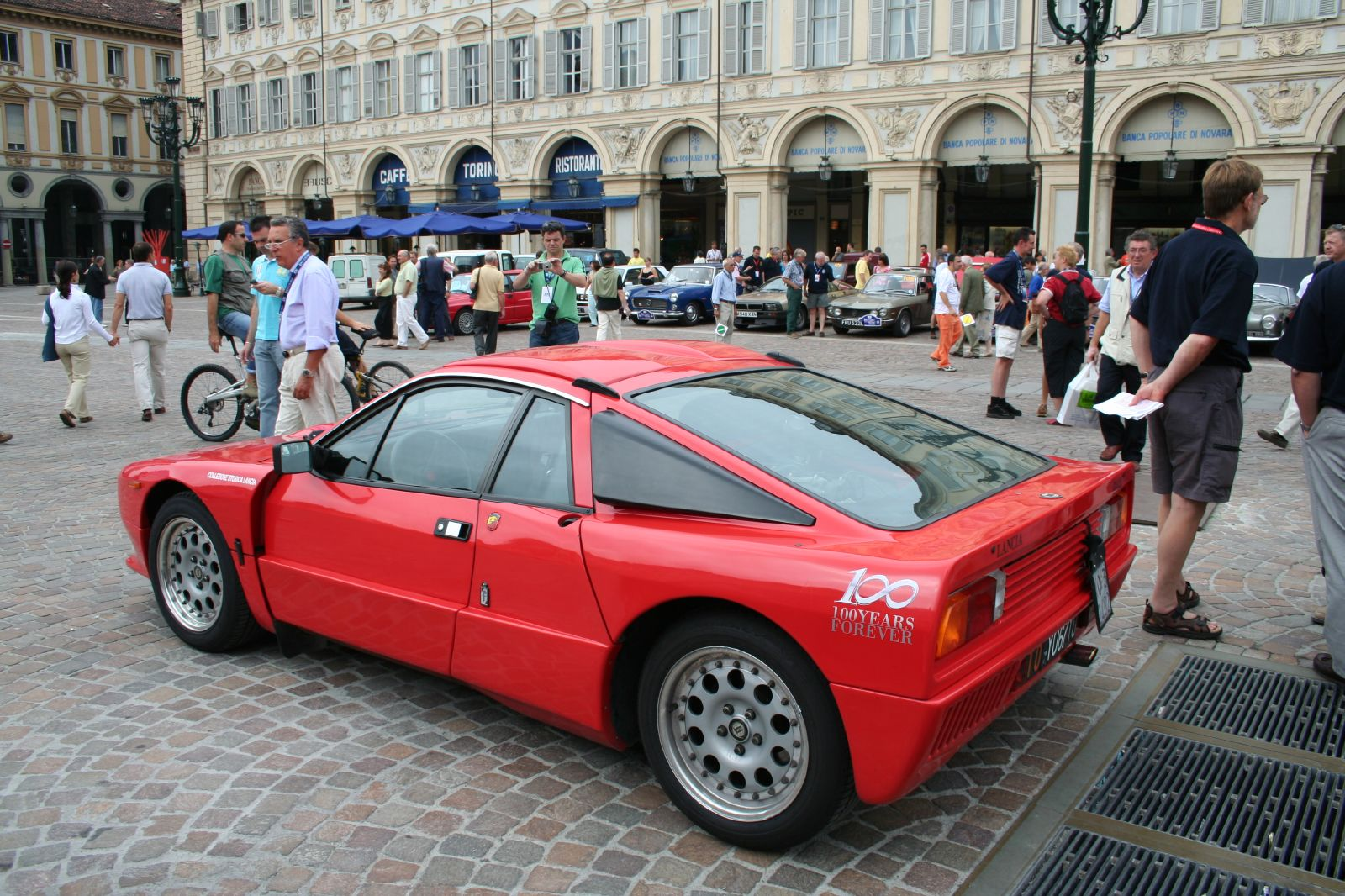